# Fred Titmus
Frederick John Titmus (* 24. November 1932 in Somers Town, London; † 23. März 2011) war ein englischer Test-Cricketspieler. Hauptsächlich bekannt als ein hervorragender Off Spin-Bowler, war er ebenfalls ein versierter lower-order Batsman, so dass er als All-rounder gelten kann. Sechsmal war er sogar opening batsman für England. Titmus war auch ein sehr guter Fußballspieler und war für einige Zeit als Profi bei Watford unter Vertrag; bei den Junioren hatte er schon für Chelsea gespielt.

## Frühe Jahre
In der ersten Mannschaft seiner Schule spielte er schon mit 13 Jahren und kam mit sechzehn in den Spielerkader des MCC, für den er im Juni 1949 sein erstes First-Class-Spiel gegen Somerset absolvierte.
Das Jahr 1950 war seine erste volle Saison in County-Cricket für den Middlesex County Cricket Club, in der er immerhin 55 Wickets, einschließlich 7-34 gegen die Minor Counties, erreichte. Seine Wehrdienstzeit 1951 und 1952 schränkte seine Spielmöglichkeiten stark ein, obwohl er teilweise für die Combined Services antreten konnte. Ab 1953 konnte er dann wieder voll für Middlesex eingesetzt werden und erreichte in dieser Saison mit 105 Wickets zum ersten Mal eine 3-stellige Erfolgsrate, was ihm insgesamt 16 Mal in seiner Karriere gelingen sollte.

## Karriere
Nach einem starken Spiel für den MCC gegen Südafrika, in dem er 8 Wickets für 43 Runs im zweiten Innings erreichte, hatte er sein Debüt für England im zweiten Test in Lord’s. Allerdings erreichte er nur ein Wicket und war in beiden Innings als Batsman erfolglos. Nachdem er auch im nächsten Test in Old Trafford wenig überzeugte, wurde er nicht wieder aufgestellt, obwohl er immerhin mit dem MCC im folgenden Winter auf einer Tour nach Pakistan teilnahm.
Zwischen 1956 und 1962 gelang ihm jedes Jahr außer 1958 das double von 100 Wickets und 1000 Runs in der Saison. Sein bestes Jahr als Batsman war 1961, als er 1793 Runs bei einem Schnitt von 37,02 erzielte. Er schlug dabei ein Century und 14 Half-Centurys.
Trotz seiner guten Form und dem Karriere-Ende von Jim Laker 1959, dem besten englischen Spin-Bowler seiner Zeit, dauerte es bis 1962, bis Titmus wieder für England, in zwei Tests gegen Pakistan, spielen konnte. In dieser Saison erzielte er seine persönliche Bestleistung mit 9 für 52 gegen Cambridge University und war im nächsten Jahr einer der Wisden Cricketer of the Year. Auf der folgenden Ashes-Tour 1962–1963 erzielte er seinen höchsten First-Class Century mit 137 not not gegen Süd-Australien. Er spiele in allen fünf Tests und erreichte mehr Wickets als jeder andere englische Bowler.
Für die nächsten fünf Jahre blieb er Stammspieler für England. Im Jahr 1964 war er zusammen mit Geoff Boycott sogar englischer opening batsman gegen Australien in Trent Bridge, nachdem John Edrich sich verletzt hatte. Für seine County Middlesex war zwischen 1965 und 1968 auch Kapitän.
Auf der Tour 1967–68 in den West Indies, auf der er erstmals Vize-Kapitän war, geriet er beim Schwimmen in Barbados, kurz vor dem dritten Test, mit seinem Fuß in den Propeller eines Motorbootes und verlor dabei vier Zehen. Doch konnte er 1968 schon wieder für Middlesex spielen und hatte mit 111 Wickets eine sehr erfolgreiche Saison und führte sogar den Schlagdurchschnitt seiner Mannschaft an. Seine Nationalmannschafts-Karriere schien allerdings zu Ende zu sein.
Obwohl seine Batting-Leistungen in den nächsten Jahren stark nachließen, ab 1969 erzielte er nur noch sechs 50er und eine 112 gegen Warwickshire 1976, blieb er als Bowler eine wichtige Stütze seines Teams und erreichte in jedem Jahr mindestens 57 Wickets.
Für die Ashes 1974/75 wurde er überraschend wieder aufgestellt und spielte in vier der fünf Tests in Australien, allerdings erreichte er nur 7 Wickets. In diesem Winter spielte er gegen Neuseeland in seinen einzigen beiden One-Day Internationals seiner Karriere.